# Citriphaga mixta
Citriphaga mixta là một loài bọ cánh cứng trong họ Cerambycidae.